# 닉 킹엄
니콜라스 고든 킹엄(Nicholas Gordon Kingham, 1991년 11월 8일 ~ )은 전 미국의 야구 선수이다.

## 미국 프로야구 시절
2017년에 피츠버그 파이리츠에 입단하였다.

## 한국 프로야구 시절

### SK 와이번스시절
2020년에 앙헬 산체스를 대체할 외국인 투수로 영입되었다. 2경기 0승 2패, 평균자책점 6.75로 부진하다가, 부상을 당해 1군에서 말소되었다. 부상이 길어지며 7월 2일에 방출되었다.

### 한화 이글스시절
2021년에 채드 벨, 워릭 서폴드를 대체할 외국인 투수로 55만 달러에 영입되었다.10승 8패 3점대 펑균자책점으로 준수한 성적으로 재계약에 성공했으나 다음 해 4월 16일 경기에 등판한 후 상완근 및 전완부 부상으로 인해 1군에서 말소되었고, 6월 1일에 불펜 피칭을 하던 도중 통증이 재발해 6월 2일에 방출되었다.

## 별명
- 이름 때문에 '왕엄마'라고 불린다.